# ماريان سيلاك
ماريان سيلاك هي كاتبة وصحفية وإعلامية صومالية ناشطة في مجال حقوق المرأة وُلدت عام 1987 بمدينة بيدوا الصومالية لأب كان يعمل مدرسًا، وأتمّت دراستها الثانوية في مقديشيو قبل أن تنتقل إلى كينيا حيث درست الصحافة في معهد الإعلام الكيني، وفي عام 2020 اتجهت ماريان لدراسة الصحة والرعاية الاجتماعية في جامعة بيدفوردشير بالمملكة المتحدة.

## مسيرتها المهنية
عملت ماريان سيلاك كمعلمة لبعض الوقت بعد أن أنهت دراستها الثانوية، ثم عملت بعد تخرجها من المعهد الكيني للإعلام كمذيعة أخبار في الإذاعية الصومالية، وتنقلت في العمل بين عدد من المحطات الإذاعية المحلية في الصومال مثل إذاعة مدينة بيدوا، وإذاعة مقديشو، وإذاعة بوساسو، ثم تحولت إلى العمل الصحفي فعملت كمراسلة لقنوات تليفزيون يونيفيرسال، وتليفزيون رويال بالمملكة المتحدة.
أسست ماريان سيلاك في عام 2006 جمعية الإعلاميات الصوماليات (سوموا) كمحاولة لزيادة عدد الإناث الصومالياات العاملات بوسائل الإعلام الصومالية.

## التهديدات
اضطرت ماريان سيلاك في عام 2009 إلى مغادرة الصومال والانتقال إلى كينيا، ثم إلى المملكة المتحدة على إثر تلقيها عددًا من التهديدات بالقتل من مسلحي تنظيم الشباب الصومالي بسبب عملها الصحفي والإعلامي.